# Myców
Myców [pronunciación en polaco: /ˈmɨt͡suf/] es un pueblo ubicado en el distrito administrativo de Gmina łhobyczów, dentro de Condado de Hrubieszów, Voivodato de Lublin, en Polonia oriental, cercano a la frontera con Ucrania. Se encuentra aproximadamente a 18 kilómetros al sur de Hacerłhobyczów, a 44 kilómetros al sur de Hrubieszów, y a 135 kilómetros al sureste de la capital regional Lublin.
El pueblo tiene una población de 140 habitantes.